# Handball-FDGB-Pokal 1982/83
Der Handball-FDGB-Pokal der Herren wurde mit der Saison 1982/83 zum 13. Mal ausgetragen. Beim Endrunden-Turnier in Rostock konnte der ASK Vorwärts Frankfurt/O. den Titel erringen. Für das Endrunden-Turnier qualifizierte sich mit der SG Dynamo Halle-Neustadt eine Mannschaft aus der Handball-DDR-Liga. Titelverteidiger SC Leipzig schied bereits in der dritten Hauptrunde gegen die Zweitvertretung vom ASK Vorwärts Frankfurt/O. aus.

## Teilnehmende Mannschaften
Für den FDGB-Pokal hatten sich folgende 50 Mannschaften qualifiziert:
| DDR-Oberliga die 10 Vereine der Saison 1982/83 | DDR-Liga die 24 Vereine der Saison 1982/83 | Bezirkspokalvertreter die 16 Vereine aus der Saison 1981/82 |
| - SC Magdeburg - SC Empor Rostock - SC Leipzig (TV) - ASK Vorwärts Frankfurt/O. - SC Dynamo Berlin - BSG Motor Eisenach - BSG Wismut Aue - BSG Post Schwerin - BSG Chemie Piesteritz - SG Dynamo Suhl-Mitte (TV) – Titelverteidiger | Staffel Nord - BSG Chemie Premnitz - BSG Stahl Eisenhüttenstadt - SG Stahl Brandenburg/Kirchmöser - SG Lok/Motor Süd-Ost Magdeburg - SC Dynamo Berlin II - ASK Vorwärts Frankfurt/O. II - SC Empor Rostock II - BSG Rotation Prenzlauer Berg - BSG ZAB Dessau - SG Motor/Vorwärts Hennigsdorf - BSG EAW Treptow - BSG Einheit Grünheide Staffel Süd - SG Dynamo Halle-Neustadt - SC Magdeburg II - BSG Einheit Halle-Neustadt - SC Leipzig II - ASG Offiziershochschule Löbau - BSG Grubenlampe Zwickau - BSG Wismut Aue II - BSG LVB Leipzig - SG Dynamo/Motor Staßfurt - BSG Lokomotive RAW Cottbus - BSG Motor Zwönitz - BSG Obertrikotagen Apolda | - Bezirk Rostock BSG Motor Stralsund - Bezirk Schwerin BSG Post Schwerin IV - Bezirk Neubrandenburg BSG Empor Stavenhagen - Bezirk Potsdam BSG Traktor Jänickendorf - Ost-Berlin SG Dynamo Nordwest Berlin - Bezirk Frankfurt (Oder) BSG Schichtpresstoffwerk Bernau - Bezirk Magdeburg BSG Post Magdeburg - Bezirk Halle BSG ZAB Dessau II SG Dynamo Halle-Neustadt II - Bezirk Leipzig BSG Motor Nord Leipzig - Bezirk Cottbus BSG Lokomotive Hoyerswerda - Bezirk Dresden SG Dynamo Nordwest Dresden - Bezirk Karl-Marx-Stadt BSG Wismut Aue III - Bezirk Erfurt BSG Chemie Hörselgau - Bezirk Gera BSG Wismut Ronneburg - Bezirk Suhl BSG Plasta Sonneberg |

## Modus
In der ersten und zweiten Hauptrunde, die wie die Dritte im K.-o.-System ausgespielt wurde, nahmen die Mannschaften aus der Handball-DDR-Liga und qualifizierte Bezirkspokalvertreter teil. In beiden Runden hatten die Bezirksvertreter Heimvorteil gegenüber den DDR-Liga-Mannschaften. Ab der dritten Hauptrunde kamen die zehn Mannschaften aus der Handball-DDR-Oberliga dazu und wurden den Siegern der 2. Hauptrunde als Gastmannschaft zugelost. In den ersten drei Runden wurde möglichst nach territorialen Gesichtspunkten gelost. In der vierten Hauptrunde gab es Hin- und Rückspiele und die fünf bestplatzierten Mannschaften der abgelaufenen Oberligasaison wurden so gesetzt, dass sie nicht aufeinandertrafen. Nach dieser Runde ermittelten dann die letzten fünf Mannschaften in einem Endrunden-Turnier den Pokalsieger.

## 1. Hauptrunde
| Datum            |                                 | Ergebnis    |                                 |
| ---------------- | ------------------------------- | ----------- | ------------------------------- |
| Sa 02.10., 16:00 | BSG Traktor Jänickendorf        | 19:21       | SC Dynamo Berlin II             |
| Sa 02.10., 16:00 | BSG Schichtpresstoffwerk Bernau | 19:25       | SC Empor Rostock II             |
| Sa 02.10., 16:00 | BSG Motor Stralsund             | 23:21       | BSG Stahl Eisenhüttenstadt      |
| Sa 02.10., 16:00 | BSG Empor Stavenhagen           | 10:29       | ASK Vorwärts Frankfurt/O. II    |
| Sa 02.10., 16:00 | BSG Post Schwerin IV            | 31:32       | SG Stahl Brandenburg/Kirchmöser |
| Sa 02.10., 16:00 | BSG Chemie Premnitz             | 37:20       | BSG Einheit Grünheide           |
| Sa 02.10., 16:00 | BSG Lokomotive Hoyerswerda      | [ H1 1 ]    | SG Dynamo Halle-Neustadt        |
| Sa 02.10., 16:00 | SG Dynamo Halle-Neustadt II     | 29:21       | BSG Einheit Halle-Neustadt      |
| Sa 02.10., 16:00 | BSG ZAB Dessau II               | 21:24       | SC Magdeburg II                 |
| Sa 02.10., 16:00 | BSG Post Magdeburg              | 18:31       | ASG Offiziershochschule Löbau   |
| Sa 02.10., 16:00 | SG Dynamo Nordwest Berlin       | 26:20       | BSG Lokomotive RAW Cottbus      |
| Sa 02.10., 16:00 | SG Motor/Vorwärts Hennigsdorf   | 23:26       | SG Dynamo/Motor Staßfurt        |
| Sa 02.10., 16:00 | SG Lok/Motor Süd-Ost Magdeburg  | 25:24       | BSG ZAB Dessau                  |
| Sa 02.10., 16:00 | BSG Plasta Sonneberg            | 23:19       | BSG LVB Leipzig                 |
| Sa 02.10., 16:00 | BSG Wismut Aue III              | 17:19       | BSG Wismut Aue II               |
| Sa 02.10., 16:00 | BSG Wismut Ronneburg            | 25:16       | BSG Grubenlampe Zwickau         |
| Sa 02.10., 16:00 | BSG Motor Nord Leipzig          | 24:20       | BSG Motor Zwönitz               |
| Sa 02.10., 16:00 | BSG Chemie Hörselgau            | 24:20 n. V. | BSG Obertrikotagen Apolda       |
| Sa 02.10., 17:00 | BSG Rotation Prenzlauer Berg    | 20:19       | BSG EAW Treptow                 |
| So 03.10., 10:00 | SG Dynamo Nordwest Dresden      | 18:23       | SC Leipzig II                   |

1. ↑  Dynamo Halle-Neustadt kam kampflos weiter

## 2. Hauptrunde
| Datum            |                                 | Ergebnis |                                |
| ---------------- | ------------------------------- | -------- | ------------------------------ |
| Sa 08.01., 16:00 | SG Dynamo Halle-Neustadt        | 25:17    | SG Lok/Motor Süd-Ost Magdeburg |
| Sa 08.01., 16:00 | BSG Plasta Sonneberg            | 24:23    | BSG Wismut Aue II              |
| Sa 08.01., 16:00 | BSG Wismut Ronneburg            | 20:23    | SC Leipzig II                  |
| Sa 08.01., 16:00 | BSG Motor Nord Leipzig          | 20:23    | BSG Rotation Prenzlauer Berg   |
| Sa 08.01., 16:00 | BSG Chemie Hörselgau            | 18:24    | SG Dynamo Halle-Neustadt II    |
| Sa 08.01., 16:00 | ASG Offiziershochschule Löbau   | 19:22    | ASK Vorwärts Frankfurt/O. II   |
| Sa 08.01., 16:00 | SG Stahl Brandenburg/Kirchmöser | :        | SC Magdeburg II                |
| Sa 08.01., 16:00 | SG Dynamo/Motor Staßfurt        | 22:29    | SC Dynamo Berlin II            |
| Sa 08.01., 16:00 | BSG Motor Stralsund             | 23:26    | SC Empor Rostock II            |
| Sa 08.01., 16:00 | SG Dynamo Nordwest Berlin       | 26:25    | BSG Chemie Premnitz            |

## 3. Hauptrunde
| Datum             |                                 | Ergebnis |                           |
| ----------------- | ------------------------------- | -------- | ------------------------- |
| Sa 05.03., 16:00  | SG Dynamo Halle-Neustadt        | 25:18    | SG Dynamo Suhl-Mitte      |
| Sa 05.03., 16:00  | BSG Plasta Sonneberg            | 14:24    | BSG Wismut Aue            |
| Sa 05.03., 16:00  | SG Dynamo Halle-Neustadt II     | 20:22    | BSG Motor Eisenach        |
| Sa 05.03., 16:00  | SG Dynamo Nordwest Berlin       | 31:20    | BSG Chemie Piesteritz     |
| Mi 0.9.03., 17:00 | SC Leipzig II                   | 13:25    | ASK Vorwärts Frankfurt/O. |
| Mi 0.9.03., 17:00 | BSG Rotation Prenzlauer Berg    | 21:30    | SC Magdeburg              |
| Mi 0.9.03., 17:00 | SC Dynamo Berlin II             | 20:24    | SC Empor Rostock          |
| Mi 0.9.03., 17:00 | ASK Vorwärts Frankfurt/O. II    | 20:19    | SC Leipzig                |
| Mi 0.9.03., 17:00 | SC Empor Rostock II             | 16:23    | BSG Post Schwerin         |
| Mi 0.9.03., 17:00 | SG Stahl Brandenburg/Kirchmöser | 24:35    | SC Dynamo Berlin          |

## 4. Hauptrunde
| Datum                      |                              | Gesamt |                           | Hinspiel | Rückspiel |
| -------------------------- | ---------------------------- | ------ | ------------------------- | -------- | --------- |
| Sa 19. März / Mi .23. März | ASK Vorwärts Frankfurt/O. II | 35:36  | SG Dynamo Halle-Neustadt  | 21:18    | 14:18     |
| Sa 19. März / Sa 26. März  | SC Magdeburg                 | 61:49  | BSG Motor Eisenach        | 32:23    | 29:26     |
| Sa 19. März / Sa 26. März  | BSG Wismut Aue               | 44:67  | ASK Vorwärts Frankfurt/O. | 21:32    | 23:35     |
| Sa 19. März / Sa 26. März  | SG Dynamo Nordwest Berlin    | 45:48  | SC Empor Rostock          | 26:24    | 19:24     |
| Sa 19. März / Sa 26. März  | BSG Post Schwerin            | 37:50  | SC Dynamo Berlin          | 17:21    | 20:29     |

## Endrunde
Die Endrunde fand vom 6. bis 10. April 1983 in der Rostocker Sport- und Kongresshalle statt.

### Spiele
1. Spieltag:
| Datum            |                           | Ergebnis |                          |
| ---------------- | ------------------------- | -------- | ------------------------ |
| Mi 06.04., 17:15 | ASK Vorwärts Frankfurt/O. | 28:24    | SC Dynamo Berlin         |
| Mi 06.04., 18:30 | SC Empor Rostock          | 32:21    | SG Dynamo Halle-Neustadt |
| Spielfrei:       | SC Magdeburg              |          |                          |

2. Spieltag:
| Datum            |                           | Ergebnis |                          |
| ---------------- | ------------------------- | -------- | ------------------------ |
| Do 07.04., 17:30 | SC Dynamo Berlin          | 26:24    | SG Dynamo Halle-Neustadt |
| Do 07.04., 18:45 | SC Magdeburg              | 22:20    | SC Empor Rostock         |
| Spielfrei:       | ASK Vorwärts Frankfurt/O. |          |                          |

3. Spieltag:
| Datum            |                          | Ergebnis |                           |
| ---------------- | ------------------------ | -------- | ------------------------- |
| Fr 08.04., 17:30 | SG Dynamo Halle-Neustadt | 22:22    | SC Magdeburg              |
| Fr 08.04., 18:45 | SC Empor Rostock         | 19:22    | ASK Vorwärts Frankfurt/O. |
| Spielfrei:       | SC Dynamo Berlin         |          |                           |

4. Spieltag:
| Datum            |                          | Ergebnis |                           |
| ---------------- | ------------------------ | -------- | ------------------------- |
| Sa 09.04., 16:15 | SC Magdeburg             | 27:29    | SC Dynamo Berlin          |
| Sa 09.04., 17:30 | SG Dynamo Halle-Neustadt | 16:22    | ASK Vorwärts Frankfurt/O. |
| Spielfrei:       | SC Empor Rostock         |          |                           |

5. Spieltag:
| Datum            |                           | Ergebnis |                  |
| ---------------- | ------------------------- | -------- | ---------------- |
| So 10.04., 11:00 | SC Dynamo Berlin          | 25:22    | SC Empor Rostock |
| So 10.04., 12:15 | ASK Vorwärts Frankfurt/O. | 23:29    | SC Magdeburg     |
| Spielfrei:       | SG Dynamo Halle-Neustadt  |          |                  |

### Abschlusstabelle
| Pl. | Verein                    | Sp. | S | U | N | Tore    | Diff. | Punkte |
| --- | ------------------------- | --- | - | - | - | ------- | ----- | ------ |
| 1.  | ASK Vorwärts Frankfurt/O. | 4   | 3 | 0 | 1 | 095:880 | +7    | 06:20  |
| 2.  | SC Dynamo Berlin          | 4   | 3 | 0 | 1 | 104:101 | +3    | 06:20  |
| 3.  | SC Magdeburg              | 4   | 2 | 1 | 1 | 100:940 | +6    | 05:30  |
| 4.  | SC Empor Rostock          | 4   | 1 | 0 | 3 | 093:900 | +3    | 02:60  |
| 5.  | SG Dynamo Halle-Neustadt  | 4   | 0 | 1 | 3 | 083:102 | −19   | 01:70  |

Platzierungskriterien: 1. Punkte – 2. Direkter Vergleich (Punkte, Tordifferenz, geschossene Tore) – 3. Tordifferenz – 4. geschossene Tore

### FDGB-Pokalsieger
| 1.                                 | ASK Vorwärts Frankfurt/O. |
| ---------------------------------- | --- |
| Logo vom ASK Vorwärts Frankfurt/O. | - Tor: Uwe Kern, Dietmar Hübscher - Feldspieler: Andreas Nagora (11/–), Volker Musick (10/3), Klaus-Dieter Schulz (31/12), Norbert Nowak (15/–), Dietmar Schmidt (6/–) , Dirk Schnell (13/–), Roland Kuck (2/–), Ralf Liebner (1/–), Dietmar Rösicke (2/–), Uwe Peter (5/–), Uwe Großmann – (Tore/7 m) - Trainer: Michael Quaas |

### Torschützenliste
Torschützenkönig des Endturniers wurde Günter Dreibrodt vom SC Magdeburg mit 37 Toren.
|    | Spieler             | Verein                    | Tore / 7m |
| -- | ------------------- | ------------------------- | --------- |
| 1. | Günter Dreibrodt    | SC Magdeburg              | 37 / 11   |
| 2. | Klaus-Dieter Schulz | ASK Vorwärts Frankfurt/O. | 31 / 12   |
| 3. | Hartmut Krüger      | SC Magdeburg              | 20 / 03   |
| 4. | Heiko Bonath        | SC Dynamo Berlin          | 19 / 0–   |
| 4. | Gerd Stefanowsky    | SG Dynamo Halle-Neustadt  | 19 / 11   |
| 6. | Stephan Hauck       | SC Dynamo Berlin          | 18 / 0–   |
| 6. | Ingolf Hoppe        | SC Dynamo Berlin          | 18 / 05   |
| 8. | Peter Pysall        | SC Magdeburg              | 16 / 0–   |
| 8. | Rüdiger Borchardt   | SC Empor Rostock          | 16 / 04   |
| 8. | Christian Langner   | SC Empor Rostock          | 16 / 06   |